# Forssa församling
Forssa församling var en församling i Strängnäs stift och i Flens kommun i Södermanlands län. Församlingen uppgick 2010 i Bettna församling.

## Administrativ historik
Församlingen har medeltida ursprung och var till 1961 annexförsamling i pastoratet Årdala och Forssa. Från 1962 till 1977 var den annexförsamling i pastoratet Årdala, Forssa, Vadsbro och Blacksta och från 1977 till 2010 annexförsamling i pastoratet Bettna, Årdala, Forssa, Vadsbro och Blacksta. Församlingen uppgick 2010 i Bettna församling.

## Kyrkor
- Forssa kyrka